# Гіденнайт (Північна Кароліна)
Гіденнайт (англ. Hiddenite) — переписна місцевість (CDP) в США, в окрузі Александер штату Північна Кароліна. Населення — 507 осіб (2020).

## Географія
Гіденнайт розташований за координатами 35°54′28″ пн. ш. 81°4′54″ зх. д. / 35.90778° пн. ш. 81.08167° зх. д. (35.907774, -81.081771).  За даними Бюро перепису населення США в 2010 році переписна місцевість мала площу 4,13 км², з яких 4,12 км² — суходіл та 0,01 км² — водойми.

## Демографія
Згідно з переписом 2010 року, у переписній місцевості мешкало 536 осіб у 230 домогосподарствах у складі 145 родин. Густота населення становила 130 осіб/км².  Було 260 помешкань (63/км²).
Расовий склад населення:
| - 93,8 % — білих - 0,4 % — чорних або афроамериканців - 4,9 % — осіб інших рас |

До двох чи більше рас належало 0,9 %. Частка іспаномовних становила 6,9 % від усіх жителів.
За віковим діапазоном населення розподілялося таким чином: 20,9 % — особи молодші 18 років, 61,4 % — особи у віці 18—64 років, 17,7 % — особи у віці 65 років та старші. Медіана віку мешканця становила 43,3 року. На 100 осіб жіночої статі у переписній місцевості припадало 100,0 чоловіків;  на 100 жінок у віці від 18 років та старших — 94,5 чоловіків також старших 18 років.
За межею бідності перебувало 40,8 % осіб, у тому числі 0,0 % дітей у віці до 18 років та 100,0 % осіб у віці 65 років та старших.
Цивільне працевлаштоване населення становило 223 особи. Основні галузі зайнятості: виробництво — 34,1 %, фінанси, страхування та нерухомість — 24,7 %, транспорт — 17,0 %.